# David Ross
David Wade Ross (Bainbridge, Georgia, 19 de marzo de 1977) es un ex-beisbolista receptor profesional estadounidense de las Grandes Ligas de Béisbol (MLB). Ross jugó béisbol universitario para la Universidad de Auburn y la Universidad de la Florida, y participó en dos College World Series. Él comenzó su carrera de las grandes ligas jugando para Los Angeles Dodgers en 2002, y también ha jugado para los Pittsburgh Pirates, San Diego Padres, Cincinnati Reds, Boston Red Sox, Atlanta Braves y los Chicago Cubs. Ross ganó la Serie Mundial con los Boston Red Sox en 2013 y con los Chicago Cubs en 2016.

## Primeros años
Ross nació en Bainbridge, Georgia en 1977, pero fue criado toda su vida en Tallahassee, Florida. Nació en una familia de atletas. u padre David Ross Sr., jugó en una liga masculina de softbol y su madre Jackie, jugó al baloncesto. Los tíos de Ross eran también futbolistas universitarios. Asistió a al laboratoria escolar de la Universidad Estatal de Florida, Escuela Secundaria de la Florida, en Tallahassee, Florida, Donde jugó béisbol de la escuela secundaria para los Florida High School Demons. Ross creció como el hijo intermedio con dos hermanas. Shannon que es el mayor y Nikki, que es el más joven.

## Carrera universitaria
Ross recibió una beca atlética para asistir a la Universidad de Auburn en Auburn, Alabama, donde jugó béisbol universitario para el equipo los Auburn Tigers baseball desde 1996 a 1997. El momento decisivo de su carrera en la universidad llegó en la semifinal del torneo Regional del Este durante el College World Series de 1997, cuando él anotó un walk-off 3 funciona el home run contra el estado de la Florida para avanzar a la final regional. Los Auburn Tigers would avanzarían al College World Series, quedando eliminados en la segunda ronda por Stanford. Él transfirió a la universidad de la Florida después de la temporada 1997, y jugó una temporada adicional de béisbol universitario para el equipo los Florida Gators baseball en 1998. Ross es uno de los pocos jugadores que han jugado en la College World Series con dos universidades diferentes, primero con los Tifers en 1997 y luego con los Gators en 1998. Ross decidió renunciar a su última temporada de la National Collegiate Athletic Association (NCAA) después de su temporada de junior con los Gators, cuando fue reclutado por Los Angeles Dodgers.

## Carrera de la MLB

### Los Angeles Dodgers
Ross fue redactado originalmente en la 19.ª ronda del amateur draft de 1995 por Los Angeles Dodgers,pero no firmó y en cambio aceptó una beca para asistir a la Universidad de Auburn. En 1998, los Dodgers seleccionaron a Ross nuevamente en la 7.ª ronda del amateur draft.
Ross hizo su debut en la MLB el 29 de junio de 2002, eliminando a un bateador de pinch. El 2 de septiembre de 2002, con los Dodgers ganando 18-0, los Diamondbacks pusieron a la primera base a Mark Grace para lanzar, después de ofrecerse voluntariamente, para descansar en el bullpen. Ross logró su primera victoria en casa de las Grandes Ligas con dos outs en la 9.ª entrada, coronando una victoria por 19-1. La carrera de Ross en los Dodger se estancó, sin embargo, por el gran número de receptores en el sistema Dodger. Paul Lo Duca fue el receptor inicial durante la mayor parte del tiempo de Ross en Los Ángeles, Y los compañeros de equipo como Brent Mayne, Koyie Hill y Todd Hundley compitieron con él por el tiempo del juego. Ross estuvo con el equipo hasta 2004.
Ross conectó seis home runs en sus primeros 27 turnos al bate, de 2002 a 2003, el tercero más en los primeros 27 bateos de carrera en la historia de los Dodgers.

### Pittsburgh Pirates/San Diego Padres
El contrato de Ross fue vendido por los Dodgers a los Pittsburgh Pirates el 30 de marzo de 2005. Después de 40 juegos con los Pirates, fue cambiado a los San Diego Padres el 28 de julio de 2005 por el infielder J. J. Furmaniak. Jugó en solo 11 partidos con los Padres.

### Cincinnati Reds

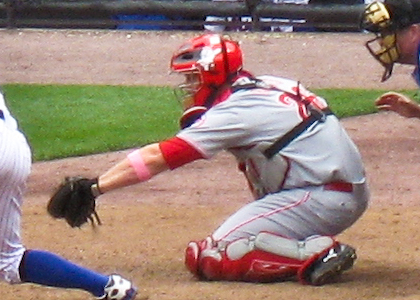
Ross jugando por los Cincinnati Reds en 2008.

Los Padres intercambiaron Ross a los Cincinnati Reds durante el entrenamiento de primavera para la temporada 2006. El 15 de enero de 2006, Ross firmó un contrato de dos años, $ 4.54m con los Reds. El 26 de abril de 2006, frente a los Washington Nationals  en el antiguo campo de los Nationals, el expansivo y amistoso RFK Stadium, y mientras se enfrentaba al derecho (y ex Red) Ramón Ortiz en la tercera entrada, Ross lanzó un lanzamiento profundo en los soportes de la cubierta superior en el campo del centro derecho. El home run viajó un estimado de 474 pies (144.7 m).
Mientras que Ross fue utilizado con mayor frecuencia como el «personal catcher» para el derecho Bronson Arroyo, a quien los Reds recibieron en un entrenamiento del entrenamiento de primavera con los Boston Red Sox por el jardinero Wily Mo Peña, el consenso entre los aficionados de los Reds era que Ross había demostrado ser merecedor de ser el receptor número uno debido a sus mejores números ofensivos y que uno de los otros receptores de los Reds, Jason LaRue o Javier Valentín, debería haber sido negociado (posiblemente como parte de un paquete) para un lanzador de relieve]. LaRue fue el más frecuentemente citado, pero no se llegó a un acuerdo por la fecha límite del 31 de julio. Ostensiblemente, Ross era el receptor número uno.
El 20 de noviembre de 2006, LaRue fue cambiado a los Kansas City Royals por un jugador que será nombrado más tarde. La temporada 2007 de Ross comenzó con 4 golpes en 38 turnos al bate sin home runs y 17 strikeouts. El 21 de abril de 2007, su caída golpeó fondo cuando con los corredores en la primera y segunda base, él fondeó en un tripleplay raro 5-4-3 contra los Philadelphia Phillies. Ross terminó la temporada 2007 con un promedio de bateo de .203 y 17 home runs. El 10 de agosto de 2008, Ross fue designado para la asignación y salió el 18 de agosto.

### Boston Red Sox
Ross firmó un contrato de ligas menores con los Boston Red Sox el 22 de agosto de 2008. Llegó al club de la MLB el 29 de agosto y se convirtió en agente libre después de la temporada.

### Atlanta Braves

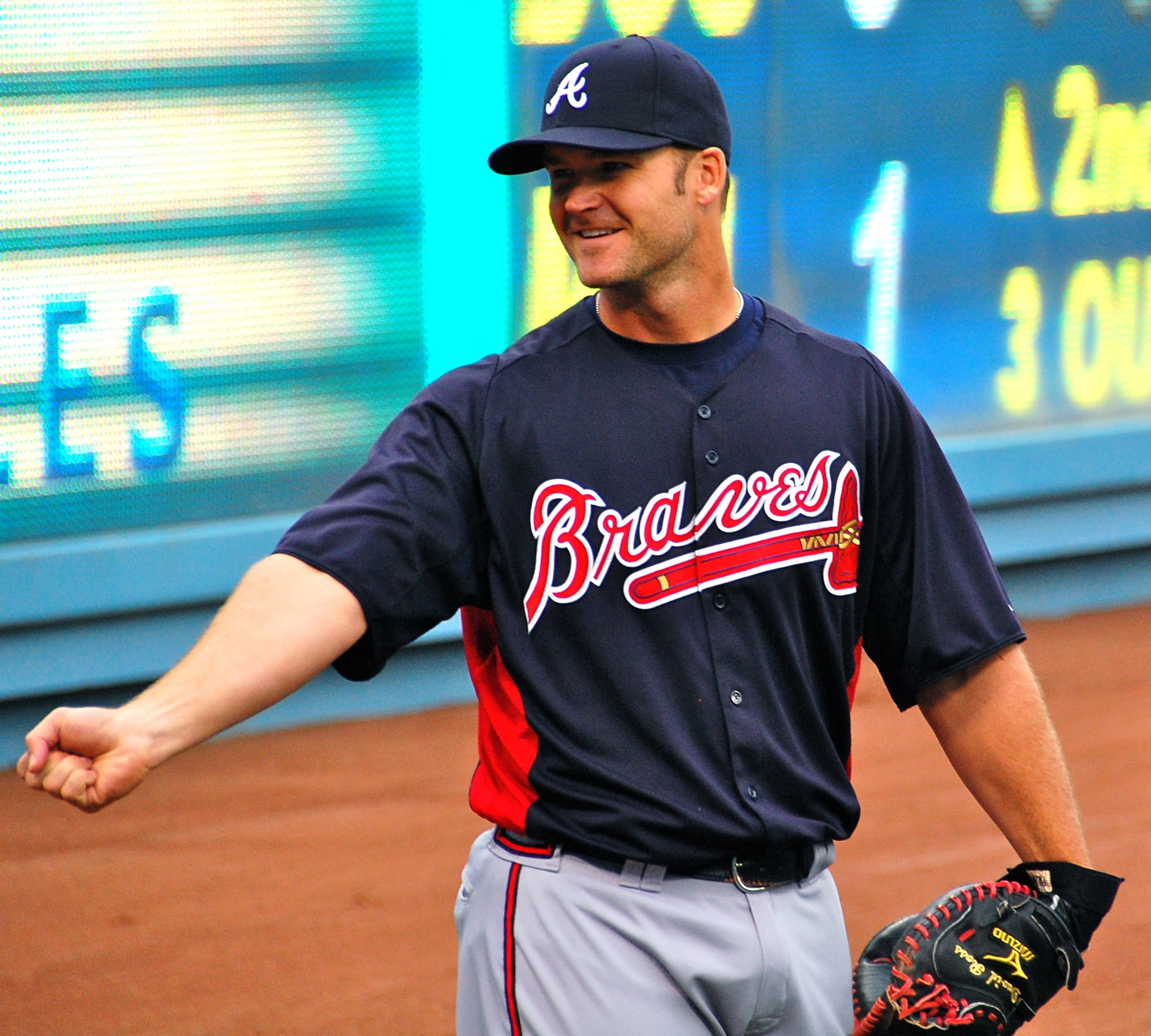
Ross con los Atlanta Braves en 2012

Los Atlanta Braves firmaron a Ross un acuerdo de dos años, $3 millones el 5 de diciembre de 2008.
En 2009, Ross bateó .273 en 54 juegos. El 27 de julio de 2010, firmó una extensión de dos años para quedarse con los Braves hasta el 2012. Se las arregló para batear una carrera alta .289 para los Braves en 59 juegos en 2010.
Ross fue el receptor secundario de Atlanta Braves detrás de Brian McCann por sus cuatro temporadas con los Braves. Su inicio en la temporada 2011 (bateando .333 después de comenzar 7 juegos, con 3 home runs) destacó sus puntos fuertes, ya que Ross siempre ha sido conocido como un fuerte receptor defensivo (en 2009, cometió un error en 52 partidos).

### Boston Red Sox (segundo turno)

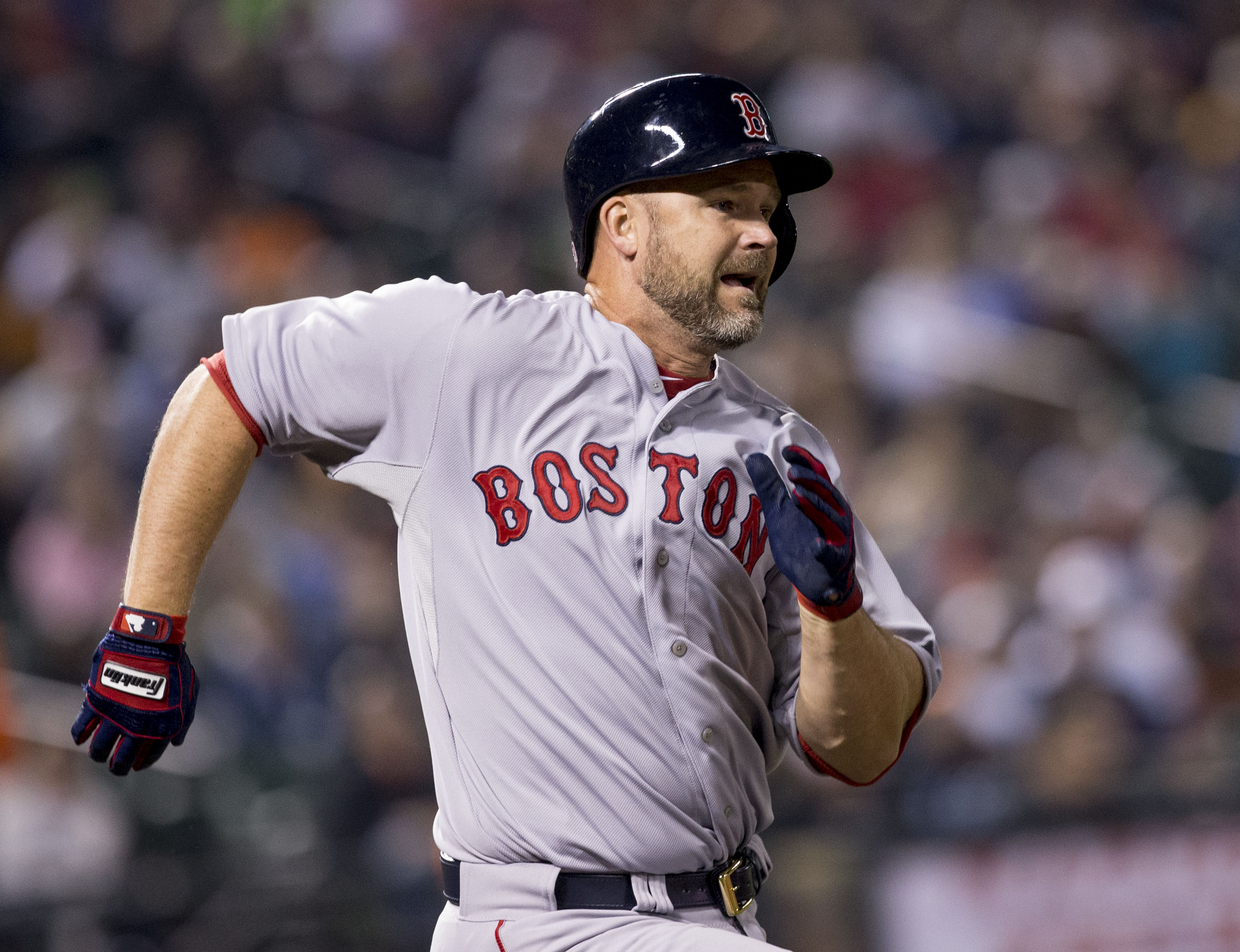
Ross con los Boston Red Sox en 2014

Ross firmó un acuerdo de dos años y $6.2 millones el 10 de noviembre de 2012 para regresar a los Red Sox como «más que un respaldo pero no un abridor» detrás del receptor primario Jarrod Saltalamacchia.
Ross sufrió dos concusiones durante la temporada 2013 y pasó más de dos meses en la lista de lesionados; sin embargo, su salud regresó y jugó un papel clave en la carrera de Boston al campeonato de la Serie Mundial sobre los St. Louis Cardinals ese año, comenzando en cuatro juegos durante la serie y conduciendo en la carrera ganadora del juego con un doble RBI en el Juego 5. También estaba detrás del plato para coger la serie, cerrando en el Juego 6 cuando Koji Uehara poncho a Matt Carpenter.
En 2014, Ross jugó como receptor personal de Jon Lester.

### Chicago Cubs
Los Chicago Cubs anunciaron el 23 de diciembre de 2014, que habían firmado a Ross a un contrato de dos años, de $5 millones.
El 9 de mayo de 2015, en su primera aparición como lanzador en su carrera de béisbol profesional, Ross registró una entrada perfecta contra los Milwaukee Brewers. El 26 de julio, repitió la hazaña contra los Philadelphia Phillies, y luego encabezó la siguiente entrada al batear un home run de Héctor Neris.
En abril de 2016 se formó una campaña de base para votar al receptor de los peloteros en el All Star Game de 2016. El movimiento dibujó comparaciones a la selección del fan del jugador de hockey John Scott al juego All Star Game de 2016 de la NHL. El 21 de abril de 2016 Ross logró su primer no-hitter, contra los Cincinnati Reds, su exequipo, con el lanzador inicial Jake Arrieta. Ross llegó a su 100.º home run, fuera de Adam Morgan de los Philadelphia Phillies el 27 de mayo de 2016.
David Ross anunció sus planes para retirarse después de la temporada 2016, después de jugar 15 temporadas en las Grandes Ligas. Durante el Juego 7 de la Serie Mundial 2016 de la MLB, Ross bateó un home run convirtiéndolo en el jugador más maduro en hacerlo en la historia de la Serie Mundial. El 14 de enero de 2017, los Cubs nombraron a Ross como un asistente especial para operaciones de béisbol para la temporada 2017.

## Retiro
Ross anunció que iba a retirarse después de su última temporada de campeonato con los Chicago Cubs.
Es un hombre muy orientado a la familia y planea recuperar su tiempo perdido con sus hijos. Desde que ha estado ocupado en la carretera jugando béisbol, quiere disfrutar del tiempo con sus hijos y disfrutar de la vida cotidiana con ellos. Planea entrenar al equipo de béisbol de su hijo Cole.
Ross también reveló que sacará un libro. Él está trabajando con el autor, Don Yaegar para su nuevo libro «Teammate: My Life in Baseball». El libro está programado para ser publicado en mayo de 2017, y se centrará en el juego 7 de su último año y también la totalidad de su carrera de béisbol.
Él ha hecho una aparición en Saturday Night Live junto con algunos de sus compañeros de equipo, para celebrar el gran triunfo del campeonato de los Cubs. Ross también ha hecho una aparición en los comerciales recientes para «The Bryzzo Souvenir Company». Él es un interno tratando de cumplir con los estándares y las solicitudes de sus jefes Kris Bryant y Anthony Rizzo.

## Dancing with the Stars
El 1 de marzo de 2017, Ross fue revelado como uno de los concursantes de la temporada 24 del programa de baile Dancing with the Stars. Fue emparejado con la bailarina profesional Lindsay Arnold. Ross es el primer beisbolista profesional en competir en el programa. Ellos lograron llegar a la final y terminaron en el segundo puesto tras los ganadores Rashad Jennings y Emma Slater.

## Vida personal
David Ross está casado con su novia de la escuela secundaria, Hyla Ross. Ella es una enfermera pediátrica con licencia en la ICU y está muy involucrada en organizaciones benéficas. Juntos tienen 3 hijos, Landri de 7 años, Cole de 6 y Harper quien nacerá en agosto. A partir de 2016, residían en Tallahassee, Florida.
Ross es cristiano.